# Forge d'Orthe
Les forges d'Orthe sont d'anciennes forges situées dans la commune de Saint-Martin-de-Connée en Mayenne, à 2 kilomètres au Nord-Ouest du bourg. Initialement, il y avait le Château d'Orthe, qui fut remplacé alors par une forge qui utilisa les ressources du sol en minerais et charbons. Par la suite, un logis, et un moulin, furent remplacés par une pilerie de chanvre et une scierie, les forges étant supprimées.

## Désignation
- de Orta, 1055 (Cartulaire de l'Abbaye Saint-Vincent du Mans).
- H. de Horta, 1231 (Cartulaire de l'abbaye d'Évron).
- Apud Ortam, 1237 (Archives départementales de la Sarthe, E. 23).
- Locus de Ortha, XIIIe s. (Revue du Maine, t. XL VII, p. 169).
- Un chastel nommé Orthe, 1432 (Jean Chartier, Chroniques de Charles VII).
- Orte, 1433 (Archives nationales, KK. 324).
- Castrum de Orta, XIVe s. (Pouillé).
- Horte, 1582 (Maison de Faudoas, t. II, p. 262).
- Orthes, 1596 (Maison de Faudoas, t. II, p. 289).
- Le chastelain d'Orthe, 1612 (Maison de Faudoas, t. II, p. 316).
- Forgeron d'Horte, 1623 (Registre paroissial de Saint-Martin-de-Connée).
- Orthes, château, forges, chapelle fondée, bailliage (Hubert Jaillot).
- Les forges d'Orthes, 1749 (Archives nationales, T. III/6).
- Forges Dorthes (Carte de Cassini).

## Histoire

### Château
Châtellenie mouvant en arrière-fief de Mayenne, à charge d'un « bézier ou poirier sauvage » à muance de seigneur, et en nuesse de la Baronnie de Sillé, avec obligation de quarante jours de garde au château du suzerain et d'un chevalier de service pour accompagner le baron à la suite du comte du Maine, jusqu'à Pontlieue à ses frais (8 ₶), et défrayé s'il allait plus loin. 
On mentionne en 1459 « habergement, chastel, terre d'Horthe, ainsi que les dosves et muraille, l'enlièvent,… deux moulins, les estangs Corel, de Barienne et du Chastel, garennes de neuf à dix journaux, pesche depuis l'estang neuf jusqu'à la Belinière ».
Les chemins de Sillé-le-Guillaume à Izé et d'Izé à la forêt de Bercon passaient à Orthe,.
La mouvance et la juridiction s'étendaient sur quinze fiefs importants, dont les tenanciers devaient le charroi de tous matériaux pour réparation du château, des moulins, des étangs et de la justice, tandis que les « bourgeois d'Orthe », qui devaient corvée pour la récolte des foins et avoines, garde des prisonniers, charroi des blés depuis Couesmes, avaient droit d'usage dans la forêt, « à mort bois tant seulement, sçavoir de boul, de tremble, de bourdaine, de saulé et de charme »,.

### Chapelle
La chapelle de Saint-Jean, bâtie avant le XVe siècle dans l'enceinte du château, prit aussi, après l'organisation des forges, le vocable de Saint-Éloi En 1780, elle était « dans le cas d'être interdite ». On y disait encore la messe en 1840. M. Buon la fit démolir et plaça la statue de saint Éloi dans le pignon de la martellerie.

### Moyen Âge
Soit qu'il ait souffert dans la première phase de la guerre de Cent Ans, soit qu'on voulût le mettre en état de résister à des attaques imminentes. Brisegaud de Couesmes obligea ses sujets, le 6 janvier 1404 (v. s.), à amener « bois, pierre et autres choses nécessaires à la rédification, réparation et renforcement d'Orte. » Ce fut insuffisant.
En 1433, « le comte d'Arondel, lit-on dans Jean Chartier, Chroniques de Charles VII, après avoir pris Bon-Moulin, vint mettre le siège devant un château nommé Orte, en pays du Maine, duquel estoit capitaine un escuier breton, Olivier Bouchier. Le chasteau, battu de bombardes, fut rendu par composition. Le général anglais s'en alla ensuite à Sainte-Suzanne. » 
Le 22 octobre 1434, les paroissiens de Sainte-Gemmes et autres, « tant de loingtains comme de voisins d'Orte », reçoivent un mandat de justice de Jean de Lancastre. Le comte de Falstaff avait été investi des baronnie et châtellenies de Sillé, Orthe, Cormerant ; il en prend le titre dès le 31 décembre 1426. A la fin de 1436, il fait délivrer copie d'un acte du chartrier d'Orthe aux Chartreux du Parc-en-Charnie. Quand Charles II de Couesmes, sorti des prisons anglaises, rentra dans ses terres, il n'y trouva plus que des ruines. 
En 1450, « Charles de Coaismes s'en vint du pays de Bretagne où il avoit demeuré du temps des guerres, après qu'il fut délivré des prisons des Anglais, et logea deux ans ou environ au bourg de Connée, parce qu'il n'y avoit aucun logis au chasteau d'Orthe, lequel les Anglois avoient tout abattu et démoly. Et après… fist besoigner au lieu d'Orthe et édiffier une maison en laquelle il s'en alla demourer avant qu'elle fust toute couverte »
S'il fut rétabli après les guerres anglaises, le château, délaissé par ses possesseurs qui habitaient Le Grand-Lucé, vendu à la fin du XVIe siècle, fut remplacé alors par une forge qui utilisa les ressources du sol en minerais et charbons.

## Forges
Les forges fonctionnent, complètement organisées, en 1580 ; mais les renseignements que l'on possède sur l'industrie ne datent que du XVIIIe siècle. En  1749, le fermier pouvait prendre le minerai dans la paroisse d'Assé-le-Bérenger, partout où il en trouverait. Les mines étaient très rares ; on allait jusqu'à la Gaudinière en Forêt de Pail, à quatre lieues de là, chercher le minerai ; la production s'élevait alors à 200 000 livres de fer, de nature cassante, qui s'écoulait au Mans. 
En 1766, on constate toujours que les mines sont rares, mais que la qualité du fer est bonne, qu'il s'écoule dans le Maine et la Normandie au prix de 19 à 20 ₶ le quintal. La production est triplée.
Avec deux cent trente-sept ouvriers, on produit en 1840 : fer, 280 000 kilogrammes ; fonte, 64 460 kilogrammes ; en 1852, fonte brute, 6 500 .000 kilogrammes ; objets moulés de première fusion, 7 500 000 kilogrammes ; objets moulés de deuxième fusion, 2 200 000 kilogrammes ; fer brut, 900 000 kilogrammes ; fer fendu, 250 000 kilogrammes.
Les forges sont séquestrées pendant la Révolution française. Elles sont acquises le 6 floréal an VI par Jacob Wamberchem et Jérôme Frin de Corméré. Les Chouans de François Bourdoiseau désarment les forgerons, le 5 juillet 1799.
La forge, vendue pour moitié par Isaac Grivel, de Paris, à Charles Frin de Cormeré, 1805, le fut en entier pour 220.000 francs par Pierre Delaunay et autres, de Paris. Elles sont acquises en 1825 par Pierre Buon pour 220 000 francs, cédées pour 1 396 000 francs, par contrat du 5 octobre 1838, par Pierre-Marie Buon, mari de Rosine Zathelli, qui avait fait construire le logis actuel, à Charles Dorsan-Aubry et Jules Roussel.
À cause du traité de commerce de 1860, Jules Roussel est obligé de fermer ses forges dans la Mayenne. Il s'installe alors dans le Cher, reprenant en 1869 la grande usine de Rosièressur la commune de Lunery en la faisant considérablement évoluer. Il crée la marque Rosières. Les forges d'Orthe soutinrent encore la concurrence après le traité de libre-échange et s'éteignirent définitivement en 1877.

## Sources et bibliographie
- « Forge d'Orthe », dans Alphonse-Victor Angot et Ferdinand Gaugain, Dictionnaire historique, topographique et biographique de la Mayenne, Laval, A. Goupil, 1900-1910 [détail des éditions] (BNF 34106789, présentation en ligne)
- Ambroise Ledru, Eugène Vallée, La Maison de Faudoas, Gascogne, Maine et Normandie A. Lemerre (Paris). 1907-1908  Voir en ligne
- La métallurgie du Maine : de l'âge du fer au milieu du XXe siècle / ss la dir. scientifique de Jean-François Belhoste et Evelyne Robineau.-Monum : éd. du Patrimoine, 2003